# American Heart
American Heart é um filme norte-americano de 1992, realizado por Martin Bell com a participação de Edward Furlong, John Boylan e Jeff Bridges.
American Heart conta a história de um ex-prisioneiro recém-libertado, a quem o seu filho de 12 anos, que anseia por um pai, se insiste em juntar na sua vida na zona pobre de Seattle.
O tom do filme pode ser explicado pelas suas origem - inicialmente, Mary Ellen Mark, a esposa de Martin Bell, realizou "Streetwise", uma série de fotografias documentais para a Life, sobre os garotos da rua de Seattle; depois, ela e o marido produziram um documentário (também chamado "Streetwise"), tendo o roteiro para o filme sido inspirado por esses dois trabalhos anteriores.

## Prémios
1994: Independent Spirit Award - Jeff Bridges (Melhor Actor Principal)